# Đập cánh giữa không trung
Đập cánh giữa không trung (tựa tiếng Anh: Flapping in the Middle of Nowhere) là một bộ phim điện ảnh độc lập thuộc thể loại chính kịch – tuổi mới lớn của Việt Nam, Đức, Na Uy và Pháp ra mắt vào năm 2014 do Nguyễn Hoàng Điệp làm đạo diễn, viết kịch bản và đồng sản xuất. Với sự tham gia diễn xuất của các diễn viên gồm Nguyễn Thùy Anh, Hoàng Hà, Phạm Trần Thanh Duy và Trần Bảo Sơn, tác phẩm kể về Huyền – một cô sinh viên Hà Nội phát hiện ra mình đã có thai, từ đó cô bắt đầu hành trình khám phá mối quan hệ của mình với những người xung quanh.
Lấy cảm hứng từ trải nghiệm của chính bản thân, Nguyễn Hoàng Điệp khởi động dự án điện ảnh đầu tay mang tên Đập cánh, hợp tác với Phan Đăng Di và Đỗ Thị Hải Yến. Sau khi thất bại trong việc tìm nguồn hỗ trợ tài chính tại Việt Nam, cô tìm đến Liên hoan phim Cannes, mang theo một bộ phim ngắn, đính kèm hồ sơ dự án mới với kỳ vọng nhận được sự đầu tư. Vì đòi hỏi khó khăn ban đầu, dự án bị gắn mác "kế hoạch mộng mơ" trước khi nhận được đủ nguồn lực tài chính cần thiết từ các quỹ điện ảnh. Đập cánh được ba nhà sản xuất phim quốc tế đến từ Pháp, Na Uy, Đức ngỏ lời hỗ trợ tham gia. Phim khởi quay mùa hè năm 2013 và kết thúc giai đoạn hậu kỳ tại Pháp một năm sau đó.
Đập cánh giữa không trung ra mắt công chúng lần đầu tại Liên hoan phim Venezia 2014 và giành giải thưởng "Phim hay nhất" của Liên đoàn các nhà phê bình phim châu Âu và Địa Trung Hải (FEDEORA). Tác phẩm cũng giúp Nguyễn Hoàng Điệp gặt hái giải thưởng Đạo diễn xuất sắc tại Liên hoan phim Quốc tế Bratislava 2014, đồng thời giúp Thanh Duy giành giải Nam diễn viên phụ xuất sắc tại Liên hoan phim Việt Nam lần thứ 19. Tác phẩm công chiếu tại các rạp ở Việt Nam vào tháng 1 năm 2015, trụ lại sau hai tuần với hơn 17.000 vé bán ra bất chấp không dành nhiều kinh phí quảng bá. Phim cũng có mặt tại các liên hoan phim ở một số quốc gia, đón nhận nhiều đánh giá phê bình đa dạng từ giới chuyên môn Việt Nam cũng như quốc tế.

## Nội dung
Trong đêm mưa tầm tã, một người thợ sửa đèn đường đang loay hoay mở nắp hộp đèn cao áp. Trong lúc đó, tại một căn nhà ổ chuột bên cạnh đường ray xe lửa, một cô gái thức dậy sau giấc ngủ. Cô ngắm nghía bộ ngực của mình một lúc rồi quyết định đi vào nhà tắm kỳ cọ chúng. Tên cô là Huyền. Đúng lúc này, có người gõ cửa nhà Huyền. Đó là một người chuyển giới từ nam sang nữ tên Linh. Cô ta mới vừa đi khách về, quên mất chìa khóa nhà nên sang ngủ tạm nhà bạn mình.
Người đàn ông sửa đèn đường tháo luôn cái hộp đèn và mang về nhà. Anh ta tên Tùng, làm nghề nhân viên điện lực, có sở thích chơi đá gà. Bạn gái Tùng là Huyền. Một ngày nọ, Huyền đến bệnh viện khám và được bác sĩ chẩn đoán cô mang thai 14 tuần tuổi. Huyền đem kể chuyện này với Tùng. Anh khuyên cô bỏ đứa bé. Huyền vừa đi học, vừa nghĩ cách phá thai. Cuối cùng, cô quyết định dùng tiền học bổng của mình để thực hiện điều đó. Về phần Tùng, tranh thủ các ca trực sửa đèn đường, anh tháo trộm bóng đèn, đem chúng ra chợ đen bán lấy tiền đá gà. Còn những lúc rảnh, Tùng sang nhà bạn gái đòi làm tình. Mỗi lần cô từ chối, anh đều tìm đến gái điếm để thỏa mãn.
Huyền một mình đến bệnh viện. Tại đây, các bác sĩ thông báo cái thai quá lớn nên không thể phá được. Huyền bèn tìm đến phòng khám chui, nhưng mức giá ở đây đắt gấp nhiều lần giá phá thai thông thường ở bệnh viện. Cùng thời gian này, Tùng thua đá gà, hết tiền nên bị giang hồ đánh. Anh sau đó về nhà lấy trộm khoản tiền dành dụm phá thai của bạn gái rồi bỏ trốn. Trong lúc đó, một cô gái điếm đến trước nhà Huyền tìm gặp Tùng đòi tiền nợ. Huyền đau khổ, suy sụp, quyết định bỏ về quê. Cô về đến cổng nhưng không dám vào nhà, bèn quay lại, nhờ Linh giới thiệu mình vào đường dây mại dâm để kiếm tiền. Linh môi giới cho Huyền với một tú bà tên Mai. Mai giới thiệu cô cho một người đàn ông có sở thích làm tình với phụ nữ có bầu. Mai chấp nhận dẫn Huyền đến gặp người đàn ông kia với điều kiện cô phải trả cho bà ta phân nửa số thù lao nhận được cho năm lần phục vụ. Huyền chấp nhận đề nghị và được dẫn đến gặp người đàn ông.
Huyền đến gặp người đàn ông bí ẩn. Anh ta không muốn tiết lộ tên nên cô gọi anh ta là Hoàng. Cô ngạc nhiên vì suốt buổi hẹn, Hoàng chỉ xoa, mơn trớn vùng bụng của cô mà không yêu cầu quan hệ. Sau khi xong việc, anh trả cô 200 đô la. Huyền giữ lại 100 đô và đưa cho Mai phân nửa như đã hứa. Huyền và Hoàng gặp nhau nhiều lần sau đó. Hoàng dắt cô đi khám thai, dẫn cô đi chơi, đi ăn cháo. Trong các lần hẹn, Hoàng hầu như chỉ quan tâm đến đứa bé. Nhận thấy tình cảm mà Hoàng dành cho đứa con trong bụng mình, cộng với sự chăm sóc ân cần mà anh dành cho cô, Huyền bắt đầu cảm mến Hoàng. Cô nhiều lần muốn tiết lộ ý định phá thai nhưng kết quả lại do dự và từ bỏ. Ở lần hẹn thứ năm, Hoàng dắt Huyền ra ngôi biệt thự trên núi. Tại nơi này, cô kể anh nghe ý định của mình. Hai người làm tình với nhau đêm đó.
Kể từ lần hẹn thứ năm, Hoàng cắt đứt mọi liên lạc với Huyền. Cô hẹn gặp Mai, nhờ bà chỉ cách cho cô gặp lại Hoàng, kể cả có phải trả hết số tiền mà anh ta cho cô. Mai khuyên Huyền nên quên Hoàng. Cùng đường, cô trở về căn nhà ổ chuột khi xưa của mình bên đường tàu. Bất ngờ, Tùng xuất hiện và muốn hàn gắn mối quan hệ. Huyền chấp nhận quay lại với Tùng. Tùng cầu hôn cô trên chiếc xe thùng mà anh thường dùng để sửa đèn đường. Tuy nhiên, chỉ sau một thời gian, hai người xảy ra cãi vã khiến Tùng tiếp tục bỏ đi. Linh sau đó xuất hiện trong tình trạng chảy máu đầu, nói rằng mình bị đánh ghen. Linh thổ lộ với Huyền sắp tới sẽ vào Thành phố Hồ Chí Minh lập nghiệp. Phim kết thúc với hình ảnh Huyền đang đứng nấu nồi cháo giữa tiếng mưa và tiếng sấm rền vang từ bên ngoài, bên cạnh là thùng đồ đạc đã đóng sẵn.

## Diễn viên
- Nguyễn Thùy Anh vai Huyền: 18 tuổi, sinh viên học lực trung bình đang theo học tại một trường cao đẳng tại Hà Nội, sống tại một căn nhà ổ chuột cạnh đường tàu. Huyền có thai với Tùng và tìm cách kiếm tiền để phá bỏ cái thai.[4] Để có tiền, Huyền chấp nhận làm bồ của người đàn ông bí ẩn tên Hoàng.[5]
- Hoàng Hà vai Tùng: Bạn trai của Huyền, nhân viên một công ty chiếu sáng công cộng, giao thiệp rộng, có biệt tài nhổ nước bọt chính xác. Do nợ tiền, Tùng phải chạy trốn khỏi bọn đòi nợ và bỏ lại bạn gái với cái thai.[4]
- Phạm Trần Thanh Duy vai Linh: Bạn thân của Huyền, một người chuyển giới nữ kiếm sống vào ban đêm bằng nghề mại dâm. Linh có tính cách thích gây cười cho người khác.[6] Đây là nhân vật môi giới cho Huyền vào đường dây mại dâm để giúp cô có tiền phá thai.[7][8]
- Trần Bảo Sơn vai Hoàng: Người đàn ông bí ẩn,[5] có sở thích gần gũi phụ nữ có thai. Hoàng chỉ gặp mỗi người phụ nữ năm lần, sau đó sẽ không bao giờ gặp lại họ.[9]

## Sản xuất

### Phát triển
—Nguyễn Hoàng Điệp, trả lời phỏng vấn Tạp chí Đẹp về cảm hứng sáng tác Đập cánh giữa không trung.
Sau dự án Bi, đừng sợ! với vai trò nhà sản xuất, đạo diễn Nguyễn Hoàng Điệp bắt đầu tập trung vào dự án điện ảnh đầu tay của mình mang tên Đập cánh. Phần kịch bản được cô chấp bút từ năm 2008 khi đang tham gia dự án Quỹ Ford và đang mang thai đứa con thứ hai. Từ năm 2010 đến 2012, Điệp lần lượt mang dự án đến trình bày ở Hàn Quốc và Ý. Ý tưởng ban đầu là câu chuyện về một cô gái trẻ mang thai ngoài ý muốn đang kiếm tiền để phá thai. Trong lúc đó, cô lại nhận được tiền từ một người đàn ông đứng tuổi có ham muốn tình dục đặc biệt với những phụ nữ có thai. Trong một buổi phỏng vấn về sau, Nguyễn Hoàng Điệp cho biết phim có nhan đề Đập cánh giữa không trung là vì "không biết nên lên cao hay xuống thấp khi chưa đủ sức để vút bay lên và cũng chưa thấy an toàn để hạ cánh nên cứ phải đập cánh vậy thôi [...] bộ phim này tồn tại dựa trên sự lưỡng lự của một cô gái trẻ có bầu, cô đơn". Bên cạnh hai nhân vật trên, phim còn xoay quanh hai nhân vật khác: một thanh niên trẻ tuổi và một người đàn ông muốn làm phụ nữ. Theo đạo diễn Điệp, lý do cô chọn một nhân vật đồng tính là vì bản thân ấn tượng với những người đàn ông chuyển giới ở miền Nam Việt Nam trong quá trình xây dựng bộ phim tài liệu về họ trước đó.
Sau khi tiết lộ ý tưởng này cho Phan Đăng Di, bạn thân của cô và cũng là đạo diễn của Bi, đừng sợ!. Di đồng ý tham gia dự án với vai trò giám đốc sản xuất, hợp tác với Đỗ Thị Hải Yến. Yến cũng là người hỗ trợ Điệp chỉnh sửa kịch bản, chỉnh lý lời thoại cho phim. Phạm Quang Minh, người từng hỗ trợ Điệp và Di trong dự án Bi, đừng sợ! tiếp tục làm người quay phim. Theo Điệp, bộ phim cần 400.000 euro để triển khai. Ban đầu, cô tìm đến nhiều đơn vị trong nước nhờ hỗ trợ tài chính nhưng đều bị từ chối. Do đó, Điệp quyết định dùng tiền túi làm một phim ngắn có tên Hai, tư, sáu rồi sau đó đem phim ngắn này tới Liên hoan phim Cannes 2012 trình chiếu nhằm tìm kiếm các đối tác tài trợ từ nước ngoài. Ban tổ chức cũng yêu cầu cô gửi kèm hồ sơ dự án phim Đập cánh giữa không trung vì họ muốn biết năng lực của đạo diễn. Tại đây, Điệp gặp Thierry Lenouvel, một nhà sản xuất điện ảnh người Pháp. Ấn tượng bởi kịch bản câu chuyện, Lenouvel ngỏ ý muốn cùng Điệp tham gia vào bộ phim. Ông đặt ra kế hoạch trong vòng một năm, dự án phải tham gia ứng tuyển vào hai quỹ điện ảnh tại châu Âu và được ít nhất hai quỹ chấp thuận. Vì lẽ đó, những nhà đồng sản xuất phim gọi đó là "kế hoạch mộng mơ". Tháng 11 năm 2012, Đập cánh giữa không trung được quỹ World Cinema tài trợ 140.000 euro. Sau đó là một số quỹ điện ảnh khác như World Cinema Support và Francophonie của Pháp, Sorfund của Na Uy, CDEF của Đại sứ quán Đan Mạch, A&C của Việt Nam và Global của Hoa Kỳ. Bên cạnh Lenouvel, dự án cũng được hỗ trợ bởi hai nhà đồng sản xuất khác đến từ Đức và Na Uy.

### Tuyển vai

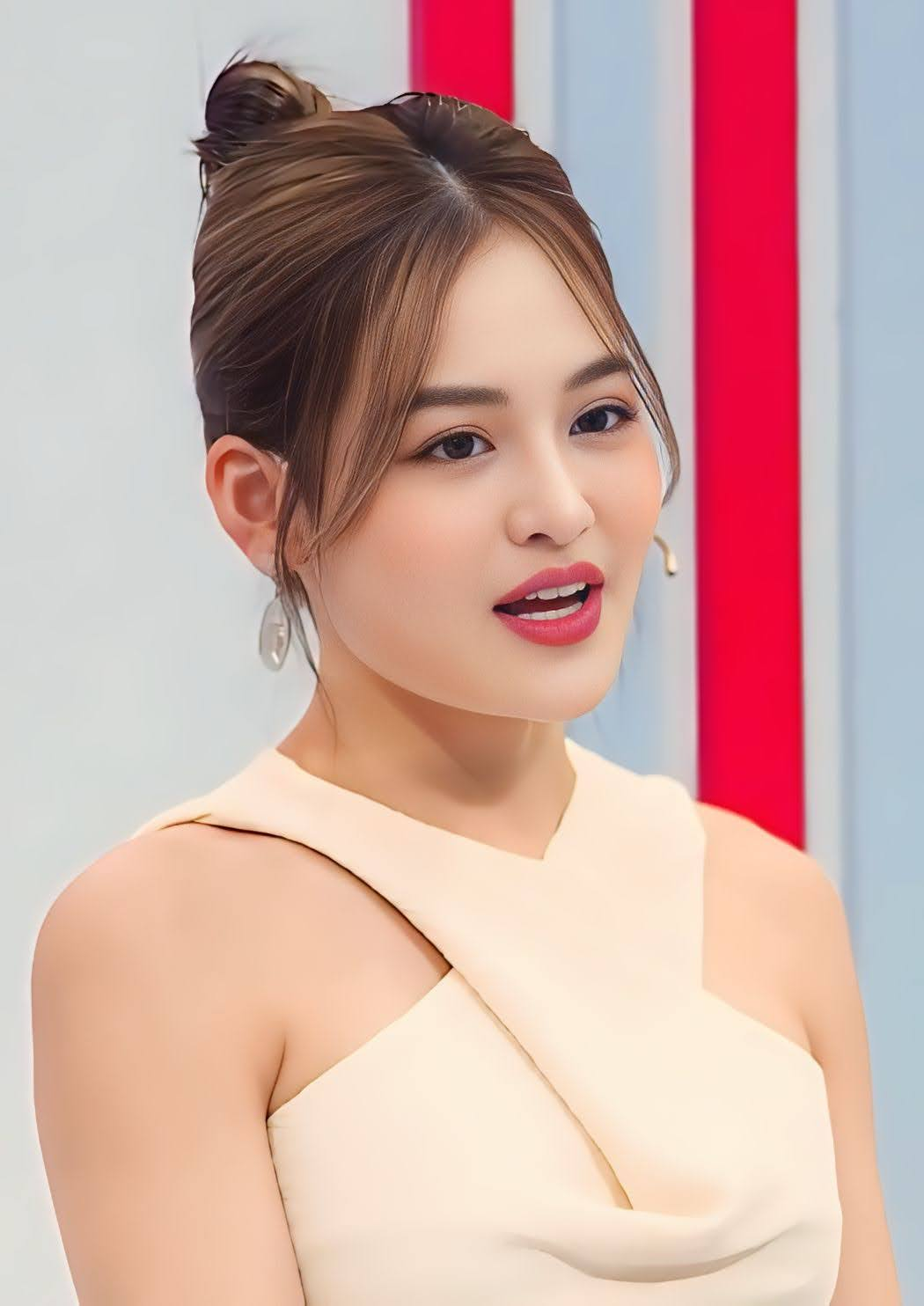
Thùy Anh (ảnh chụp năm 2022) đảm nhận vai Huyền, nhân vật chính của phim.

Phim bắt đầu tổ chức tuyển vai tại Hà Nội vào tháng 7 năm 2011, thu hút sinh viên một số trường trên địa bàn Hà Nội đến tham gia. Hình mẫu cho vai nữ chính là Châu Tấn, nữ diễn viên người Trung Quốc, song đoàn làm phim vẫn chưa tìm được người thích hợp. Ngày 24 tháng 9, buổi tuyển vai thứ hai diễn ra tại Thành phố Hồ Chí Minh, kéo dài hai ngày do Đỗ Thị Hải Yến phụ trách. Là người từng hợp tác với đạo diễn Nguyễn Hoàng Điệp trong các dự án trước đó, diễn viên Thùy Anh được nữ đạo diễn mời đến tuyển vai hộ cho các diễn viên trong phim. Nhân cơ hội này, Thùy Anh yêu cầu cho thử vai nữ chính, nhưng Điệp đã từ chối do cô còn trẻ và chưa đủ kinh nghiệm mặc dù nữ đạo diễn có để ý đến cô và kỳ vọng đây sẽ là một nhân tố "gây bất ngờ với khán giả", nhưng theo Điệp, "lúc ấy Thùy Anh mới 15, 16 tuổi, mới vào ngưỡng lớn lên, tôi nghĩ cô ấy còn quá trẻ, tâm lý còn tươi non, tôi không thể tàn phá cô ấy bằng một bi kịch theo kiểu Huyền: mang thai ngoài ý muốn, cảnh nạo phá thai, cảnh làm tình, rồi nặng nề và dao động giữa hai tình yêu vắt kiệt tinh thần". Trong thời gian này, vì không tìm được vai diễn thích hợp cho Trương Hồ Phương Nga, đạo diễn Phan Đăng Di đã chuyển hồ sơ của cô sang dự án của Hoàng Điệp. Khi nhìn thấy những bức ảnh của Phương Nga và sau khi gặp mặt trực tiếp, nữ đạo diễn đã quyết định chọn cô vào vai Huyền.
Trần Bảo Sơn được chọn vào vai Hoàng. Sơn tham gia phim sau hai năm tập trung việc kinh doanh. Đầu tháng 6 năm 2013, Nguyễn Hoàng Điệp tổ chức một buổi tuyển vai khác ở Viện Pháp tại Hà Nội để tuyển nam chính đóng chung với Phương Nga. Cuối tháng 7 năm 2013, chỉ còn lại bốn ứng viên cuối cùng. Đạo diễn Nguyễn Hoàng Điệp mời diễn viên Như Lai làm việc với ba người trong số họ vì theo cô, ba người này "là những tay ngang hoàn hảo". Mặc dù là người bị chấm điểm thấp nhất về diễn xuất, Hoàng Hà vẫn được chọn. Theo Điệp, việc diễn xuất kém là do Hà cố tình giả vờ vì anh có nhược điểm sức khỏe yếu. Lúc bấy giờ, anh đang là sinh viên năm hai Đại học Sân khấu Điện ảnh. Về phần Thanh Duy, anh thu hút sự chú ý của Nguyễn Hoàng Điệp nhờ tấm ảnh chụp bản thân đang trao đổi trang phục với một nữ ứng viên cho vai Huyền trong buổi tuyển vai. Đạo diễn Điệp và Phương Nga cũng làm việc cùng nhau trong khoảng hai năm trước khi Phương Nga quyết định từ bỏ vai diễn vì lo ngại về cảnh nóng trong phim. Trước thời gian khởi quay một tháng, đạo diễn Hoàng Điệp đã gọi điện thoại đến Thùy Anh hỏi cô liệu có thể đảm nhận vai nữ chính hay không. Sau một khoảng thời gian suy nghĩ và đắn đo, cô chấp nhận yêu cầu.

### Quay phim

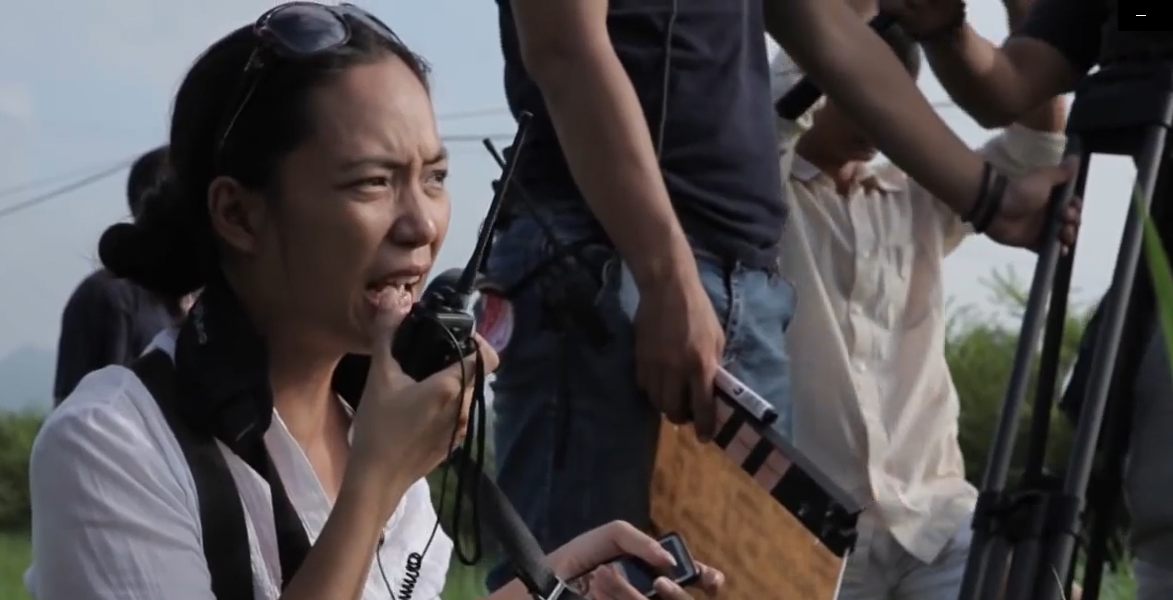
Đạo diễn Nguyễn Hoàng Điệp chỉ đạo các diễn viên thông qua bộ đàm

Đập cánh giữa không trung khởi quay vào mùa hè năm 2013, từ tháng 6 đến tháng 8. Có hơn một nửa cảnh phim lơ lửng trên không do đặc thù công việc của nhân vật chính. Theo đạo diễn Điệp, cô cho quay toàn bộ các cảnh, không cắt kịch bản. Ngoài Trần Bảo Sơn, cả ba vai chính trong phim là Hoàng Hà, Thùy Anh và Thanh Duy đều lần đầu đóng phim điện ảnh. Theo Hoàng Hà, anh khá ngại ngùng và thậm chí định bỏ vai khi đọc kịch bản vì vai Tùng có khá nhiều cảnh tình dục với nữ chính. Trước khi khởi quay, Hà tham khảo nhiều về việc này. Do anh lẫn Thùy Anh đều chưa quen nhau trước đó nên họ có vài ngày diễn thử. Theo Hà, anh hoàn toàn tự tin khi diễn trong phim trường. Những cảnh nóng nào khó anh sẽ xin đạo diễn Điệp cho thực hiện lại. Trong khi đó, Thanh Duy vào vai Linh, một nhân vật đồng tính. Anh có chút ngại ngùng khi quyết định nhận vai này vì e sợ "những vai diễn đồng tính vô thưởng vô phạt trong phim và sân khấu Việt Nam". Thanh Duy cũng có thời gian dài tập thử với Phương Nga nên khi cô bỏ vai, anh khá hoang mang cho đến khi gặp Thùy Anh. Hai người rất thân trong giai đoạn làm phim. Về nhân vật Hoàng Hà, Duy cho biết anh "ghét nhân vật Tùng mà Hoàng Hà thể hiện" nhưng cũng nhấn mạnh rằng các diễn viên xem nhau "như người trong nhà". Theo lời kể của Thanh Duy, có vài phân cảnh nhân vật của anh không được khóc mà phải biểu thị cảm xúc bằng ánh mắt. Anh đôi khi khóc ở phim trường. Trong một buổi phỏng vấn, Thanh Duy tiết lộ cảnh ám ảnh nhất của mình là những cảnh "mang màu sắc tối tăm và tâm lý nặng nề".
Đạo diễn Nguyễn Hoàng Điệp yêu cầu Thùy Anh và Trần Bảo Sơn giữ khoảng cách với nhau trên phim trường vì đặc thù nhân vật mà họ vào vai. Diễn viên Thùy Anh không tiết lộ cho gia đình chuyện cô đóng cảnh nóng trong phim. Do phải lấy nhiều góc quay khác nhau nên cảnh nóng giữa cô và Trần Bảo Sơn mất từ 5 đến 6 tiếng đồng hồ để thực hiện. Theo đạo diễn Nguyễn Hoàng Điệp, Trần Bảo Sơn dành nhiều thời gian đọc kịch bản, tập luyện với đạo diễn, quay bối cảnh, thu thanh bổ sung, đánh giá cao "ứng xử nghề nghiệp hết sức chu đáo và chuyên nghiệp" của diễn viên này. Trước khi vào vai, nữ diễn viên Thùy Anh tìm hiểu về dáng đi, cử chỉ, giọng nói của những người phụ nữ mang thai, bắt chước tiếng rên rỉ khi sinh nở của họ, cũng như nghiên cứu về các cảnh nóng nghệ thuật. Trong một lần quay phim với Hoàng Hà, Thùy Anh trốn vào nhà vệ sinh và khóc trong đó vài giờ. Còn trong lần quay ở Tam Đảo, do kiệt sức nên không thể diễn cảnh khóc, đạo diễn Điệp đã quát mắng cô. Theo lời Thùy Anh, cô "vừa tức vừa sợ, nhưng nghĩ cả đoàn đã rất vất vả nên mình phải cố gắng". Cũng theo diễn viên này, những cảnh quay khó nhất mà cô phải diễn là những cảnh quay cận mặt gần cuối phim, khi cô "không thể dùng tay chân mà chỉ có thể dùng khuôn mặt để lột tả" vai diễn. Vì hạn chế về mặt kinh phí, phim không tổ chức họp báo khi đóng máy.

### Hậu kỳ
Quá trình làm hậu kỳ cho phim diễn ra hoàn toàn tại Pháp. Ngày 12 tháng 8 năm 2014, Hội đồng duyệt phim Quốc gia sau khi thẩm định đã kết luận Đập cánh giữa không trung là "một tác phẩm có giá trị và đạt chất lượng nghệ thuật". Tuy nhiên, do đề cập tới những góc tối trong giới trẻ nên phần hình ảnh, âm thanh có nhiều đoạn không hợp với "văn hóa Việt Nam". Do đó, hội đồng duyệt yêu cầu đạo diễn Điệp cùng ê kíp làm phim cắt bỏ những đoạn trên. Ngày 18 tháng 8, sau khi tiếp nhận yêu cầu từ hội đồng duyệt, Nguyễn Hoàng Điệp trực tiếp thực hiện các sửa đổi trên bản phim vì cô muốn "mọi vết cắt phải thực sự ngọt ngào và uyển chuyển". Theo đạo diễn Điệp, cảnh mà hội đồng duyệt yêu cầu cắt "là cảnh vô cùng lạnh lẽo", "những từ tục quá trong thoại của phim", không phải cảnh nóng. Vị đạo diễn dùng biện pháp làm méo, làm mờ hoặc bỏ tiếng, tăng âm nhằm tạo cảm giác chồng lấp. Cô cũng cho rằng đó không phải "cái gì quá ghê gớm" vì "tất cả các nhà làm phim trong nước đều phải trải qua cái thủ tục như vậy". Phim có buổi chiếu thử tại Paris cho người Việt ở Pháp trước khi công chiếu chính thức tại Liên hoan phim Venezia.

## Phát hành

### Công chiếu lần đầu
Đập cánh giữa không trung công chiếu lần đầu tại Tuần phê bình phim quốc tế Venezia trong khuôn khổ Liên hoan phim Venezia 2014 và tranh giải tại hạng mục "Sư tử vàng tương lai" của sự kiện chính cũng như giải thưởng của Liên đoàn phê bình phim châu Âu và Địa Trung Hải (FEDEORA). Theo Francesco di Pace, trưởng ban tuyển phim của Tuần lễ phê bình Liên hoan phim Venezia, lý do Đập cánh giữa không trung được chọn là vì "Điệp cho thấy cô ấy là một đạo diễn rất tài giỏi. Chúng tôi cảm nhận được những vấn đề được nói tới trong phim: làm mẹ và làm cha khi còn ở tuổi rất trẻ, đặc biệt trong một xã hội phức tạp như Việt Nam".
Chia sẻ về phản ứng của khán giả tại Venezia sau khi xem phim, đạo diễn Nguyễn Hoàng Điệp cho biết: "Phản ứng của khán giả mà chúng ta vẫn gọi là Tây, nó dễ đoán lắm vì họ đã được đào tạo từ bé về lịch sự và nhã nhặn. Cho nên là để chờ đợi những lớp vỏ bề ngoài phản ứng, thì đương nhiên họ sẽ rất là chúc mừng, họ sẽ nói bộ phim rất là tốt, rất là hay [...] Sâu thẳm trong đó, thì khi mà bộ phim này đã kết thúc, màn đen hiện lên, và đi vào phần hỏi đáp thì số lượng khán giả ngồi lại đến phút cuối và lắng nghe những chia sẻ của người làm phim, thì mình mới thấy rằng họ quan tâm đến tác phẩm thật, và họ mong muốn được giãi bày thêm, chia sẻ thêm cũng như hiểu biết thêm về bộ phim thật".

### Tại các sự kiện và liên hoan phim
Phim có thêm ba buổi công chiếu tại Liên hoan phim Toronto vào các ngày 5 tháng 9, 6 tháng 9 và 13 tháng 9 cùng năm và tranh giải tại hạng mục "Khám phá". Bản phim gửi đến ban tổ chức quá hạn 10 ngày và không đáp ứng tiêu chí phim phải công chiếu lần đầu. Tuy nhiên, Đập cánh giữa không trung vẫn được chấp nhận tham dự liên hoan phim này. Phim cũng được trình chiếu tại các liên hoan phim quốc tế như Busan, AFI, Kim Mã, Ấn Độ, Bratislava, Fribourg, Praha, Copenhagen, Luân Đôn BFI, Melbourne, Fukuoka, Kerala, Luang Prabang, Locarno cùng một số liên hoan phim như Liên hoan phim ba châu lục, Liên hoan phim Kinh tuyến Thái Bình Dương, Liên hoan phim châu Á Osaka và Liên hoan phim quốc tế phụ nữ Aichi.
Tại Việt Nam, phim được trình chiếu miễn phí tại Hà Nội trong khuôn khổ Liên hoan phim quốc tế Hà Nội. Suất chiếu đầu tiên kín vé khiến đoàn làm phim phải sắp xếp thêm nhiều ghế phụ. Ngoài ra, phim cũng tham dự Liên hoan phim "Clap" Hà Nội, Liên hoan phim Pháp ngữ, và Liên hoan phim Việt Nam. Bên cạnh đó, Đập cánh giữa không trung còn tham dự một số sự kiện quốc tế như Helsinki Cine Asia tổ chức ở Phần Lan, Đại hội Điện ảnh Việt Nam quốc tế tổ chức ở miền Nam California, Hoa Kỳ, chương trình Cinematheque Tel Aviv tổ chức tại Israel.

### Phát hành tại rạp Việt Nam

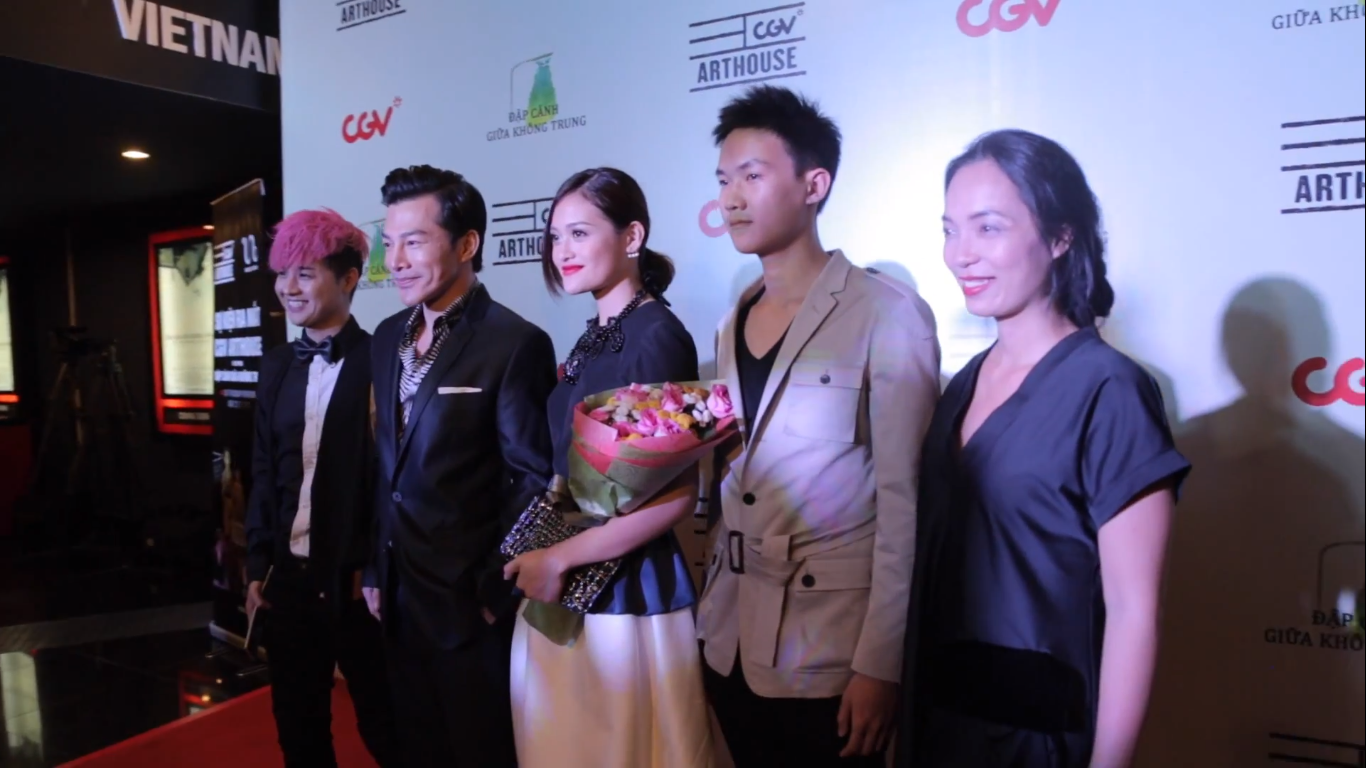
Từ trái sang phải: các diễn viên Thanh Duy, Trần Bảo Sơn, Thùy Anh, Hoàng Hà và đạo diễn Nguyễn Hoàng Điệp tại lễ ra mắt phim ở CGV Art House Thành phố Hồ Chí Minh

Được truyền cảm hứng từ thành công của tác phẩm Chuyến đi cuối cùng của chị Phụng do Nguyễn Thị Thắm làm đạo diễn cùng thành công của chính bộ phim tại các buổi chiếu ở Liên hoan phim Quốc tế Hà Nội, cũng như sau khi cân nhắc về thời gian và mức độ cạnh tranh với các tác phẩm trong cùng thời điểm, Nguyễn Hoàng Điệp quyết định tự phát hành phim theo hướng độc lập mà không cần dùng thêm kinh phí để quảng bá. Đầu năm 2015, Đập cánh giữa không trung trở thành một trong những phim mở màn tại các rạp chiếu CGV Art House ở Việt Nam. Phim tung trailer thứ hai vào ngày 13 tháng 1 năm 2015. Sau đó, đoàn làm phim có lễ công bố ra mắt phim tại Hà Nội và Thành phố Hồ Chí Minh. Tác phẩm ra mắt tại tất cả các cụm rạp Việt Nam ngày 23 tháng 1 với nhãn 16+.

## Đón nhận

### Phòng vé
Đập cánh giữa không trung đạt doanh thu mở màn đứng thứ ba tại hệ thống cụm rạp CGV, chỉ xếp sau Đứa con thứ 7 của Hoa Kỳ và I Fine..Thank You..Love You của Thái Lan. Tính đến ngày 3 tháng 2 năm 2020, phim bán được khoảng 10.000 vé, chiếm phần lớn ở hai thành phố Hà Nội và Thành phố Hồ Chí Minh, trong khi một số nơi khác bán được ít vé hoặc doanh thu thất thường. Sau hai tuần công chiếu, phim vẫn trụ lại rạp với hơn 17.000 vé bán ra.
Báo Thanh Niên cho rằng Đập cánh giữa không trung gặp "may mắn" về doanh thu. Đồng tình với ý kiến trên, Nguyễn Bích Thủy, giám đốc sản xuất của VBlock Media, nhà phát hành phim thừa nhận sự may mắn của phim đến từ "những đánh giá tích cực và hiệu ứng truyền miệng", bất chấp "không có kinh phí cho việc quảng bá". Đại diện CGV Việt Nam, Vũ Kim Thư nhận xét thành tích trên "là một kết quả đáng khả quan dành cho phim độc lập". Cùng quan điểm, báo Nông nghiệp Việt Nam cho rằng thành công của bộ phim đã "mở ra những cơ hội khác cho những bộ phim độc lập đang có lộ trình tiếp cận khán giả Việt". Còn báo Phụ Nữ khẳng định đó là kết quả của quá trình "vất vả sôi sục với nguyện vọng phim phải ra rạp, phải thoát định mệnh phim nghệ thuật không có khán giả đám đông". Tuy nhiên, báo Dân trí có cái nhìn khác hơn, cho rằng Đập cánh giữa không trung "là ví dụ tiêu biểu cho 'số phận' hẩm hiu của dòng phim tác giả ở thị trường phim Việt Nam hiện tại". Mặc dù vậy, đạo diễn Nguyễn Hoàng Điệp vẫn lạc quan: "Tôi muốn thay đổi cái nhìn của các nhà phát hành và các chủ rạp chiếu về phim nghệ thuật. Xưa nay họ cứ mặc định phim kiểu như Đập cánh giữa không trung là khỏi nghĩ tới chuyện bán vé với doanh thu. Tôi cũng muốn phần nào đó tác động đến khán giả để họ đa dạng hoá sự thưởng thức của mình và sẵn lòng ra rạp mua vé xem phim tác giả chứ đừng nghĩ đó là dạng phim nặng nề, đau đầu và không đáng để tốn thời gian. Tôi còn muốn sau đây, các bộ phim độc lập khác của bạn bè tôi, của những người tôi yêu mến và nể phục... cũng lần lượt ra rạp, bán vé đàng hoàng, dẫu không thu về lượng khán giả khổng lồ nhưng mưa dầm thấm lâu, những tác phẩm ấy sẽ được người xem đón nhận bằng cả tấm lòng".

### Đánh giá chuyên môn

#### Quốc nội
Mạnh Cường Vũ nhận định Đập cánh giữa không trung là một bước tiến rõ rệt của điện ảnh độc lập Việt Nam, với "tinh thần đương đại được thể hiện một cách đầy tự tin, khoan thai, mạch lạc mà cũng đầy lôi cuốn". Nguyễn Thị Minh Thái của báo Tuổi Trẻ khẳng định thành công của phim đến từ khâu hình ảnh. Báo Phụ nữ Việt Nam nhìn nhận tác phẩm chứa đựng màu sắc nữ tính nhưng không ủy mị. Viết trên báo Thể thao & Văn hóa, Hoàng Phương cho rằng bên cạnh chất nữ tính, Đập cánh giữa không trung còn có nhiều chi tiết mạnh về mặt thị giác lẫn cảm giác, đánh thẳng vào cảm xúc của người xem. Nguyên Minh của hãng thông tấn VnExpress thừa nhận so với Bi, đừng sợ!, tác phẩm dễ xem hơn với khán giả vì câu chuyện rõ ràng.
Trên báo Thanh Niên, cây bút Minh Ngọc mô tả bộ phim có "mức độ cảnh nóng khá đậm đặc", cho rằng những cảnh nóng ấy "mang nặng sức biểu cảm, khi lột tả đến cùng nỗi cô đơn của người đàn bà trong sự gần gũi thân xác". Hoài Hương của tạp chí Văn nghệ Thái Nguyên so sánh cảnh nóng trong Đập cánh giữa không trung với các tác phẩm khác như Bi, đừng sợ!, Người truyền giống,... cho rằng điểm chung giữa những tác phẩm này là tâm lý tình dục khác biệt và bệnh hoạn của nhân vật so với các quan niệm truyền thống. Tạp chí này đặt câu hỏi: "Không biết có phải đó là 'chiêu' để các đạo diễn trẻ dẫn dụ công chúng xem phim của mình [...] Hay phim là nơi để đạo diễn 'xả' những ẩn ức của mình và sắp đặt cho nhân vật ở những tình huống phức tạp, bệnh hoạn như thế?"

#### Quốc tế
Nhà phê bình Raffaele Meale nhận xét: "Giữa những nơi hoang phế đầy vẻ quyến rũ mơ hồ, nơi các băng nhóm tội phạm hạ đẳng gặp nhau và tổ chức các trận chọi gà bất hợp pháp, những khung cảnh đô thị như thể bên bờ vực của ảo giác – đoàn tàu chạy qua gần nhà, với trẻ em chơi trên đường ray – những kiến trúc gần như phi lý tranh đấu với hình thù cứng nhắc từ các ngôi nhà của lớp người giàu có, Đập cánh giữa không trung trói buộc ánh nhìn người xem vào hiện tượng thị giác liên tục, trong đó thực tại không bao giờ bị phủ nhận hoặc khiến người ta bực tức, mà được biến đổi, trộn lẫn với sự phục hồi một cách trần tục của cái 'thực' cùng sự lóe sáng bất ngờ của chủ nghĩa siêu thực ẩn dụ". Cùng quan điểm, Clarence Tsui của The Hollywood Reporter khen ngợi sự kết hợp giữa "chủ nghĩa hiện thực táo bạo" với "bước nhảy vọt trong tưởng tượng nghệ thuật", cho rằng điểm mạnh chính của phim nằm ở cách Điệp truyền tải bầu không khí xã hội tựa hồ giữa-không-trung, từ đó phô bày những dơ bẩn của xã hội. Tuy có một số hình ảnh khiến khán giả yêu động vật cảm thấy buồn nôn, cũng như phần tóm tắt mới đọc thoáng qua dễ gây ra nhàm chán, nhưng tác phẩm vẫn "mang đến một sự thể hiện nhạy cảm, nhục cảm lẫn chân thực đến bất ngờ về tình dục và tuổi mới lớn ở Việt Nam". Học giả điện ảnh Sveinung Wålengen thì cho rằng vấn đề phá thai là trọng tâm trong Đập cánh giữa không trung, trong khi các khía cạnh đạo đức và chính trị của nó lại được đẩy vào hậu cảnh. Ông kết luận phim là một trải nghiệm phong phú, vượt ra ngoài chủ đề. Rowena Santos Aquino thừa nhận tuy bộ phim "chứa đựng những khoảnh khắc cường điệu quá mức, nhưng nó không lấn át bản thân tác phẩm đến mức Huyền bị nhào nặn thành một kiểu nhân vật phi thường, đang trải qua hoàn cảnh phi thường và đương đầu với nó theo cách phi thường".
Giám tuyển Giovanna Fulvi của Liên hoan phim quốc tế Toronto nhận định: "Ngay từ cảnh quay đầu tiên, Nguyễn [Hoàng Điệp] tự cho mình là một nhà làm phim với một tầm nhìn thanh nhã và khác thường, lấp đầy bộ phim của mình bằng những khung cảnh bắt mắt, vừa có chức năng ẩn dụ, vừa đóng vai trò như một công cụ kể chuyện khéo léo". Đồng tình với ý kiến trên, Amanda Ndaba của Liên hoan phim quốc tế Durban nêu cảm nghĩ: "Điệp xoay xở để dẫn dắt bộ phim, theo phương thức tự nhiên và kiểu cách để biến tác phẩm thành những câu chuyện kể [...] Vai trò chỉ đạo phim của Điệp tốt đến nỗi toàn bộ bộ phim hoàn toàn tự nhiên. Phong cách của cô khiêu khích, quyến rũ khán giả bằng những lựa chọn thông minh của mình". Nhà sản xuất phim Angela Prudenzi kinh ngạc trước việc tác phẩm kết hợp những góc máy cầm tay xen kẽ với các khung hình. Trên tạp chí Variety, Guy Lodge bày tỏ ấn tượng với những vệt bóng mờ sâu trong góc quay của Phạm Quang Minh cùng vai trò thiết kế sản xuất của Phạm Quang Vĩnh và Nguyễn Dân Nam. Trong khi đó, Mariella Cruciani đánh giá địa điểm và tiếng ồn có vai trò nổi trội trong suốt diễn biến phim.
Nhà phê bình David Brake cho rằng Đập cánh giữa không trung bị nhồi nhét quá nhiều ý tưởng vào trong khoảng thời gian 99 phút. Còn David Nusair đánh giá tác phẩm không có chút gì ấn tượng, thậm chí tẻ nhạt, nhận định đạo diễn Điệp "hoàn toàn không thể lôi kéo người xem vào nhịp phim thong dong và rõ ràng việc thiếu vắng một điểm khởi đầu đã phủ bóng mờ lên mọi diễn biến xảy ra trong suốt thời lượng dài đằng đẵng của phim". Nhà phân tích này cũng cho rằng tác phẩm mang đến một cái nhìn thú vị về cuộc sống bên trong một khu ổ chuột ở Hà Nội, nhưng những khung cảnh ấy lại không thể gói gọn vào trong một bối cảnh thuyết phục. Ông thừa nhận có khoảnh khắc mạch phim cải thiện đôi chút, nhưng "sự rung cảm đầy hứa hẹn này chết đi nhanh như khi nó bắt đầu". Nusair kết luận Đập cánh giữa không trung là "một mớ hỗn độn sai lầm, kém cỏi, không thuộc về bất cứ liên hoan phim nào hoặc thậm chí là một kỳ chiếu rạp".

### Giải thưởng
Đập cánh giữa không trung được Liên đoàn các nhà phê bình phim châu Âu và Địa Trung Hải (FEDEORA) trao giải "Phim hay nhất" tại Tuần phê bình phim quốc tế Venezia, sự kiện bên lề của Liên hoan phim Venezia 2014. Phim cũng giúp đạo diễn Nguyễn Hoàng Điệp giành về giải thưởng "Đạo diễn xuất sắc" tại Liên hoan phim quốc tế Bratislava 2014 và góp phần giúp Thanh Duy gặt hái danh hiệu cá nhân "Nam diễn viên phụ xuất sắc" tại Liên hoan phim Việt Nam lần thứ 19.
| Phạm vi  | Năm  | Giải thưởng/Sự kiện                                                | Hạng mục                                                                      | Đối tượng                 | Kết quả   | Nguồn                  |
| -------- | ---- | ------------------------------------------------------------------ | ----------------------------------------------------------------------------- | ------------------------- | --------- | ---------------------- |
| Việt Nam | 2014 | Liên hoan phim quốc tế Hà Nội                                      | Phim dài xuất sắc                                                             | Đập cánh giữa không trung | Đề cử     | [ 136 ] [ 137 ]        |
| Việt Nam | 2014 | Liên hoan phim quốc tế Hà Nội                                      | Diễn viên nữ chính xuất sắc                                                   | Nguyễn Thùy Anh           | Đề cử     | [ 136 ] [ 137 ]        |
| Việt Nam | 2014 | Liên hoan phim quốc tế Hà Nội                                      | Diễn viên nam chính xuất sắc                                                  | Phạm Trần Thanh Duy       | Đề cử     | [ 136 ] [ 137 ]        |
| Việt Nam | 2014 | Liên hoan phim quốc tế Hà Nội                                      | Giải của ban giám khảo                                                        | Đập cánh giữa không trung | Vinh danh | [ 137 ] [ 138 ]        |
| Việt Nam | 2015 | Liên hoan phim Việt Nam                                            | Nam diễn viên phụ xuất sắc                                                    | Phạm Trần Thanh Duy       | Đoạt giải | [ 135 ]                |
| Quốc tế  | 2014 | Liên đoàn các nhà phê bình phim châu Âu và Địa Trung Hải (FEDEORA) | Phim hay nhất                                                                 | Đập cánh giữa không trung | Đoạt giải | [ 132 ] [ 133 ]        |
| Quốc tế  | 2014 | Liên hoan phim Venezia                                             | Sư tử vàng tương lai                                                          | Đập cánh giữa không trung | Đề cử     | [ 58 ] [ 139 ]         |
| Quốc tế  | 2014 | Liên hoan phim quốc tế Toronto                                     | Khám phá                                                                      | Đập cánh giữa không trung | Đề cử     | [ 59 ] [ 60 ] [ 61 ]   |
| Quốc tế  | 2014 | Liên hoan phim quốc tế Busan                                       | Cửa sổ điện ảnh châu Á                                                        | Đập cánh giữa không trung | Đề cử     | [ 62 ] [ 140 ]         |
| Quốc tế  | 2014 | Mạng lưới thúc đẩy Điện ảnh châu Á (NETPAC)                        | Giải thưởng của NETPAC                                                        | Đập cánh giữa không trung | Đề cử     | [ 67 ]                 |
| Quốc tế  | 2014 | Liên hoan phim AFI                                                 | Những tác giả mới                                                             | Đập cánh giữa không trung | Đề cử     | [ 66 ] [ 141 ] [ 142 ] |
| Quốc tế  | 2014 | Liên hoan phim quốc tế Bratislava                                  | Đạo diễn xuất sắc                                                             | Nguyễn Hoàng Điệp         | Đoạt giải | [ 70 ] [ 134 ]         |
| Quốc tế  | 2014 | Liên hoan phim ba châu lục                                         | Giải đặc biệt của ban giám khảo                                               | Đập cánh giữa không trung | Đoạt giải | [ 143 ] [ 144 ]        |
| Quốc tế  | 2015 | Liên hoan phim quốc tế Fribourg                                    | Giải của Ban giám khảo trẻ tuổi dành cho phim hay nhất                        | Đập cánh giữa không trung | Đoạt giải | [ 145 ] [ 146 ]        |
| Quốc tế  | 2015 | Liên hoan phim quốc tế Fribourg                                    | Giải của Ban giám khảo quốc tế dành cho tác phẩm đáng chú ý                   | Đập cánh giữa không trung | Đoạt giải | [ 145 ] [ 146 ]        |
| Quốc tế  | 2015 | Liên hoan phim quốc tế Fribourg                                    | Giải của Ban giám khảo phong trào Đại đoàn kết dành cho bộ phim xuất sắc nhất | Đập cánh giữa không trung | Đoạt giải | [ 145 ] [ 146 ]        |
| Quốc tế  | 2015 | Đại hội Điện ảnh Việt Nam quốc tế                                  | Nam diễn viên xuất sắc                                                        | Phạm Trần Thanh Duy       | Đoạt giải | [ 147 ] [ 148 ]        |